# Alice in Chains (album)
Alice in Chains (katkad neslužbeno poznat pod imenima The Dog Album, The Dog Record ili Tripod) istoimeni je treći studijski album američkog rock sastava Alice in Chains. Diskografska kuća Columbia Records objavila ga je 7. studenog 1995. godine. Prvi je studijski album skupine nakon vrlo uspješnog albuma Dirt (iz 1992.), kao i prvi studijski album na kojem se pojavio basist Mike Inez; posljednji je studijski uradak grupe na kojem se pojavio izvorni pjevač Layne Staley, koji je preminuo 2002. godine, kao i njezin posljednji album koji je objavila Columbia Records. Debitirao je na prvom mjestu ljestvice Billboard 200 i na njoj je ostao 46 tjedana. Bili su objavljeni i singlovi za skladbe "Grind", "Heaven Beside You" i "Again". "Grind" i "Again" bile su nominirane za nagradu Grammy u kategoriji najbolje hard rock izvedbe. Alice in Chains postigao je dvostruku platinastu nakladu u SAD-u i bio je prodan u više od tri milijuna primjeraka diljem svijeta. Kako bi podržala album, grupa je objavila pseudodokumentarac The Nona Tapes koji je stekao kultni status.
Kao što je bio slučaj i s prethodnim uradcima, pjesme na albumu govore o teškim temama kao što su depresija, usamljenost, zloupotreba droga, veze, ljutnja i smrt. Skupina se na albumu manje služi metal rifovima, a više melodijama i teksturalno različitim aranžmanima, kao i akustičnom atmosferom prisutnom na njezinim EP-jevima. Međutim, rifovi su uglavnom preugođeni pola tona dublje i atonalitetni, zbog čega podosta podsjećaju na žanrove doom i sludge metala.

## Pozadina i snimanje
Nakon objave EP-ja Jar of Flies pjevač Layne Staley uključio se u program odvikavanja od heroina. Sastav je tijekom ljeta 1994. trebao otići na turneju s Metallicom, Suicidal Tendenciesom, Danzigom i Fightom, no tijekom uvježbavanja za turneju Staley je ponovo počeo uzimati heroin. Staleyjevo stanje natjeralo je ostale članove da otkažu sve nastupe dan prije početka turneje te je tako grupa na neko vrijeme pauzirala svoje aktivnosti. Na turneji ju je zamijenio Candlebox. Dok je Alice in Chains bio neaktivan, Staley se pridružio "grunge supergrupi" Mad Season, dok je gitarist Jerry Cantrell počeo raditi na glazbi za ono što je izvorno trebao biti njegov samostalan album.
U siječnju 1995. Cantrell, basist Mike Inez i bubnjar Sean Kinney počeli su neobvezno svirati Cantrellov materijal. U proljeće te godine pozvali su Staleyja natrag u skupinu. Staley je izjavio: "Počeli smo se odvajati i odlaziti različitim putevima. Osjećali smo se kao da izdajemo jedni druge."
U travnju 1995. Alice in Chains ušao je u Bad Animals Studio u Seattleu s producentom Tobyjem Wrightom, koji je prethodno radio s Corrosion of Conformityjem i Slayerom. Prije odlaska u studio grupa je skladala vrlo malo pjesama, pa se poslužila Cantrellovim materijalom kao temeljem za naknadne skladbe. Nakon toga je dala demosnimke Staleyju kako bi mogao napisati tekstove. Album je bio dovršen u kolovozu 1995. godine. Cantrell je rekao: "Bilo je to depresivno razdoblje i dovršavanje albuma bilo je poput čupanja kose, ali bilo je zapravo jebeno cool i drago mi je što smo to doživjeli. Zauvijek ću cijeniti tu uspomenu", a Staley je dodao: "I ja ću ju zauvijek cijeniti, ali samo zato što se jedino sjećam procesa snimanja za taj album."
Tijekom snimanja uratka Staley je postao težak ovisnik o heroinu te je često kasnio na snimanje albuma i probe, a često se nije ni pojavljivao. Menadžerica skupine, Susan Silver, izjavila je: "...Bilo je to vrlo bolno razdoblje jer je dugo trajalo. Bilo je jezivo vidjeti [Laynea] u takvom stanju. No, kad je bio pri svijesti, bio je najsimpatičniji momak svijetlih očiju kojeg ste mogli upoznati. Biti na sastanku s njime i vidjeti ga kako pred vama pada u san bilo je strahovito zabrinjavajuće."
Dok je sastav još bio u studiju, neobrađeni miks pjesme "Grind" procurio je na radio i dosta se često reproducirao. Grupa je 6. listopada 1995. satelitskim prijenosom na radiju objavila studijsku inačicu pjesme.

## Glazba i tekstovi
Cantrell je u vrijeme objave uratka u intervjuu s Rolling Stoneom izjavio: "Svojom glazbom pokušavamo uzeti nešto ružno i učiniti ga prekrasnim."
Staley je napisao tekstove za sve pjesme osim za "Grind", "Heaven Beside You" i "Over Now". Staley je komentirao: "Napisao sam bilo što što mi je bilo na umu...Stoga je dosta tekstova labavo. Da me sad zatražite da otpjevam bilo koju od tih pjesama, ne bih mogao to učiniti. Ne mogu ih zapamtiti jer su još toliko novi." Dodao je: "Dugo sam dozvoljavao problemima i lošim vezama da utječu na mene umjesto da ih ignoriram...Mislio sam da je guba to što mogu skladati tako mračnu, depresivnu glazbu. Ali umjesto da to bude terapeutsko iskustvo, problemi su se počeli vući i nastavili su boljeti. Ovog sam puta samo rekao 'Jebeš ga. Mogu skladati dobru glazbu, a ako mi bude do smijeha, mogu se smijati.' Nema neke velike, duboke poruke u tim pjesmama. Govore samo o tome što mi je tad bilo na umu. Prošli smo kroz dobra i loša vremena. Snimili smo nekoliko mjeseci bivanja čovjekom."
"Sludge Factory" govori o telefonskom pozivu Columbijinih direktora Dona Iennera i Michele Anthony Staleyju i Wrightu dok su bili u studiju. Ienner i Anthony rekli su im da imaju još devet dana da dovrše album jer su već predugo bili u studiju.
Cantrell je glavni pjevač na trima od četiri singlova: "Grind", "Heaven Beside You" i "Over Now", jedina je iznimka skladba "Again". Cantrell je također napisao stihove za pjesme na kojima je glavni pjevač. O skladbi "Grind" Cantrell je izjavio da je bila napisana "u vrijeme najvećeg publiciteta o otkazanim turnejama, heroinu, amputacijama, svemu. Tako je postala još jedna pjesma u stilu 'JEBITE SE jer ste rekli nešto o mojem načinu života'." Cantrell je napisao "Heaven Beside You" nakon što je prekinuo sa svojom djevojkom s kojom je bio sedam godina. U knjižici albuma box seta Music Bank Cantrell je ovako opisao pjesmu: "To je još jedan pokušaj mirenja s činjenicom da me moj životni put dijeli od osobe koju volim. Sve stvari koje pišem o njoj moj su način komunikacije s njom, način da kažem stvari koje nikad ne bih mogao reći drugačije." O skladbi "Over Now" Cantrell je izjavio: "U njoj ima dosta dubokih poruka, to je velika epska stvar. Osim toga, uvijek na sam kraj albuma možete staviti vrlo dugačku pjesmu." Akustična inačica "Over Now" bila je objavljena 1996. kao singl s albuma MTV Unplugged.
Cantrell je u intervjuu s Noiseyjem 2018. godine o albumu rekao:

## Omot i naziv
Uradak je neslužbeno poznat i pod imenima "Tripod" odnosno "Three-Legged Dog Album" ("Album s tronogim psom") zbog tronogog psa na naslovnici i Franka Lentinija na suprotnoj strani. Sliku psa na naslovnici nadahnuo je tronogi pas pod imenom Tripod koji je plašio i naganjao bubnjara Seana Kinneyja dok je kao dijete dostavljao novine. Kinney je i zaslužan za ilustracije na albumu.
Za naslovnicu je albuma Rocky Schenck 23. kolovoza 1995. godine fotografirao tronogog psa na igralištu u blizini središta Los Angelesa. Schenck je organizirao audiciju za tronoge pse, no sastav je na koncu za naslovnicu odabrao faksimil slike tronogog psa jer je smatrao da izgleda više beskompromisno i zato što se takva slika više sviđala Staleyju i Cantrellu. Cantrell je komentirao da se Kinney jako naljutio zato što su potrošili novac za fotografiranje i dobivene fotografije nisu iskoristili za naslovnicu. Drugi tronogi pas imena Sunshine pojavio se u glazbenom spotu za "Grind". Schenckova fotografija psa na igralištu konačno se pojavila nekoliko godina kasnije na box setu Music Bank iz 1999. godine. Suprotno glasinama, niti jedan od navedenih pasa nije pripadao Cantrellu. Cantrell je u intervjuima izjavio da ne poznaje vlasnika psa.
Prvotno su postojale tri inačice CD-a: jedna u prozirnoj ljubičastoj kutijici s prozračnim žutozelenim bočnim dijelom, jedna s obrnutom shemom boja i jedna uglavnom jednobojna. Inačica s ljubičastom kutijicom trenutno je nedostupna, dok je žutozelena verzija danas raritet. Na jednobojnoj naslovnici pas ima žute oči. Inačica uratka na kazeti sadrži prozirnu ljubičastu kazetu ili prozirnu žutozelenu kutijicu. Uradak je bio objavljen i na dvostrukom gramofonskom izdanju s ljubičastom etiketom na A-strani i žutozelenom etiketom na B-strani obaju diskova. Prvi disk sadrži prvih šest, a drugi preostalih šest pjesama. Na svakoj strani pojavljuju se po tri skladbe.
U Japanu je naslovnica CD-a bila zamijenjena praznom bijelom naslovnicom s tamnoplavim tekstom "Alice In Chains" unutar tamnoplavog pravokutnika u donjem desnom kutu. Na toj se verziji albuma nije pojavila ni slika Franka Lentinija, već je njegovo mjesto zauzela uglavnom bijela pozadina. CD je narančaste boje.
Schenck je 17. srpnja 2019. na svojem profilu na Instagramu objavio alternativnu naslovnicu albuma koja prikazuje tronogog psa i djecu na igralištu.

## The Nona Tapes
Radi promidžbe albuma Columbia je zatražila skupinu da izradi elektroničku novinarsku mapu, marketiniški alat kojim se često služilo tijekom 1990-ih i na kojem su članovi trebali pričati o samima sebi, ali nisu to željeli učiniti. Uzeli su novac koji im je dala diskografska kuća i umjesto toga snimili pseudodokumentarac The Nona Tapes, čiji je producent bio Rocky Schenck. U njemu Jerry Cantrell glumi novinarku Nonu Weisbaum, koja intervjuira njegove kolege iz skupine, koji pak tijekom automobilske vožnje Seattleom glume same sebe, iako u izmišljenoj verziji. Glazbeni spot za pjesmu "Grind" pojavljuje se na kraju filma. Columbia u početku nije bila zadovoljna The Nona Tapesom i rekla je grupi da je bezveze potrošila njezin novac. Međutim, stekao je kultni status i Columbia ga je odlučila prodati, ali je sastav bio protiv toga. Videozapis je na koncu u prosincu 1995. godine bio objavljen na VHS-u. Godine 2006. The Nona Tapes bio je objavljen na DVD-u i činio je dodatni materijal na kompilaciji The Essential Alice in Chains. Službeni je kanal grupe 19. lipnja 2017. godine objavio film na YouTubeu.

## Objava i recenzije
Iako nije bio uspješan kao Dirt, album je debitirao na prvom mjestu ljestvice Billboard 200 te je ostao na njoj 46 tjedana. Do danas je postigao dvostruku platinastu nakladu. Sastav je odlučio ne poći na turneju kako bi podržao Alice in Chains, zbog čega su se dodatno počele širiti glasine o drogiranju. Nakon što je bio upitan o tome je li ga neodlazak na turneju frustrirao, Cantrell je izjavio kako je Staleyjeva ovisnost dovela do napetosti među članovima: "Bilo je to vrlo frustrirajuće, ali smo izdržali do samoga kraja. Zajedno smo proživjeli dobra vremena i držali smo se zajedno kad su došli problemi. Nikad si nismo zabijali noževe u leđa niti činili ikakva slična sranja koja često možete vidjeti [u raznim grupama]."
Recenzenti su zamijetili da se uradak odvojio od žanra grungea koji se pripisivao grupi. Rolling Stone opisao ga je kao "glazbeno ponovno rođenje", a The New York Times istaknuo je da je u usporedbi s grubim distorzijama koje se povezuju s grungeom zvuk Alice in Chainsa' "jasno ocrtan i vrlo slojevit." Jon Wiederhorn iz Rolling Stonea komentirao je da "oslobađa i prosvjetljuje" te da pjesme "šokiraju, zapanjuju i da ostavljaju opipljiv dojam". Recenzirajući diskografiju Alice in Chainsa Bill Adams iz Ground Control Magazinea napisao je: "Ako je Jar of Flies doista postao razlog zbog kojeg je još više ljudi počelo slušati Alice in Chains, može se samo reći da istoimeni album skupine nagovještava povlačenje ili osjećaj značajne neugode. Znakovi da nešto jednostavno nije u redu pojavljuju se na cijelom Alice in Chainsu; naslovnica prikazuje sliku tronogog psa (jednom nogom manje), dok stražnji dio prikazuje sliku tronogog mandolinista (jednom nogom više). Knjižica albuma sadrži slike jezivih, iskrivljenih vila bez mesa na rukama, zlokobnih i personificiranih boca koje plutaju crnim oceanima, crteža mutiranih životinja u sudnici, sintetskih udova i još mnogo toga. To su slike nemira, bolesti i neugode, teško ih je gledati."
Pjesme s Alice in Chainsa koje su bile objavljene kao singlovi bile su "Grind", "Heaven Beside You" i "Again", od kojih su sve bile popraćene glazbenim spotovima. "Grind" i "Again" poimence su 1996. i 1997. godine bile nominirane za nagradu Grammy u kategoriji najbolje hard rock izvedbe. Glazbeni spot za pjesmu "Again" 1996. godine bio je nominiran za MTV-jevu nagradu za najbolji hard rock videozapis.

## Popis pjesama
Tekstovi: Layne Staley, osim na pjesmama "Grind", "Heaven Beside You" i "Over Now", koje je napisao Jerry Cantrell. 
| 1.    | »Grind«             | Cantrell                         | 4:44 |
| 2.    | »Brush Away«        | Cantrell, Mike Inez, Sean Kinney | 3:22 |
| 3.    | »Sludge Factory«    | Cantrell, Kinney                 | 7:12 |
| 4.    | »Heaven Beside You« | Cantrell, Inez                   | 5:27 |
| 5.    | »Head Creeps«       | Staley                           | 6:28 |
| 6.    | »Again«             | Cantrell                         | 4:05 |
| 7.    | »Shame in You«      | Cantrell, Inez, Kinney           | 5:35 |
| 8.    | »God Am«            | Cantrell, Inez, Kinney           | 4:08 |
| 9.    | »So Close«          | Cantrell, Kinney                 | 2:45 |
| 10.   | »Nothin' Song«      | Cantrell, Kinney                 | 5:40 |
| 11.   | »Frogs«             | Cantrell, Inez, Kinney           | 8:18 |
| 12.   | »Over Now«          | Cantrell, Kinney                 | 7:03 |
| 64:48 |                     |                                  |      |

- Skladba "Over Now" sadrži dio pjesme "Good Night" Teda Lewisa.

| Bonus skladbe na japanskoj inačici | Bonus skladbe na japanskoj inačici            | Bonus skladbe na japanskoj inačici | Bonus skladbe na japanskoj inačici | Bonus skladbe na japanskoj inačici | Bonus skladbe na japanskoj inačici | Bonus skladbe na japanskoj inačici | Bonus skladbe na japanskoj inačici | Bonus skladbe na japanskoj inačici | Bonus skladbe na japanskoj inačici |
| Br.                                | Skladba                                       | Trajanje                           |                                    |                                    |                                    |                                    |                                    |                                    |                                    |
| ---------------------------------- | --------------------------------------------- | ---------------------------------- | ---------------------------------- | ---------------------------------- | ---------------------------------- | ---------------------------------- | ---------------------------------- | ---------------------------------- | ---------------------------------- |
| 13.                                | »Again (Tattoo of Pain Mix)«                  | 4:03                               |                                    |                                    |                                    |                                    |                                    |                                    |                                    |
| 14.                                | »Again (Jungle Mix)« (poznata i kao Club Mix) | 4:08                               |                                    |                                    |                                    |                                    |                                    |                                    |                                    |
| 72:59                              |                                               |                                    |                                    |                                    |                                    |                                    |                                    |                                    |                                    |

## Zasluge
| Alice in Chains - Layne Staley – ritam gitara (na pjesmi "Head Creeps"), gitarističke dionice (na pjesmi "Brush Away"), glavni vokali - Jerry Cantrell – glavni vokali (na pjesmama 1, 4 i 12), glavna gitara, ritam gitara, prateći vokali - Sean Kinney – bubnjevi, umjetnički direktor - Mike Inez – bas-gitara | Ostalo osoblje - Toby "Hobee" Wright – produkcija, snimanje, miksanje - Tom "Magnum" Nellen – snimanje - Sam Hofstedt – pomoćnik pri snimanju - John Seymour – pomoćnik pri miksanju - Stephen Marcussen – mastering - Mary Maurer – umjetnička direktorica - Doug Erb – dizajn - Rocky Schenck – fotografija - Rob Bloch – fotografija |

## Ljestvice
| Ljestvica (1995.)      | Najviša Pozicija |
| ---------------------- | ---------------- |
| Australija             | 5                |
| Finska                 | 13               |
| Nizozemska             | 75               |
| Novi Zeland            | 28               |
| Norveška               | 11               |
| Njemačka               | 93               |
| SAD (Billboard 200)    | 1                |
| Švedska                | 11               |
| Ujedinjeno Kraljevstvo | 37               |